# Nueva Fuerza Democrática
La Nueva Fuerza Democrática fue un partido político colombiano de centro derecha fundado por el expresidente Andrés Pastrana como una disidencia del Partido Conservador Colombiano. Surgió como resultado de las diferentes disidencias multipartidistas que buscaron reeditar el movimiento que en 1982 llevó a la presidencia al conservador Belisario Betancur.

## Historia
La Nueva Fuerza Democrática se fundó en 1990 en el marco del debilitamiento electoral del conservatismo, con miras a participar en las elecciones legislativas y presidenciales a las que aspiró el exalcalde de Bogotá Andrés Pastrana. 
En las elecciones de 1991, la lista al Senado, encabezada por el propio Pastrana, logró más de 400.000 votos y la elección de nueve senadores, entre los que se encontraban nombres como Eduardo Pizano, Claudia Blum o Efraín Cepeda.
El partido hizo parte del gobierno de César Gaviria con los ministros Luis Alberto Moreno y Luis Fernando Ramírez. Posteriormente, sería uno de los partidos que integraron las coaliciones que respaldaron la aspiración presidencial de Andrés Pastrana en las elecciones de 1994 y 1998.
Posteriormente, varios de los militantes de la Nueva Fuerza Democrática se reintegrarían al Partido Conservador, perdiendo definitivamente su personería jurídica en 2006, tras la reforma política que reestructuró las elecciones legislativas en Colombia.
En 2023, el Consejo Nacional Electoral resuelve devolver la personería jurídica a Nueva Fuerza Democrática considerando las circunstancias de exterminio que sufrió el partido a raíz del conflicto armado interno en Colombia.